# Kościół Matki Bożej Różańcowej w Rusowie

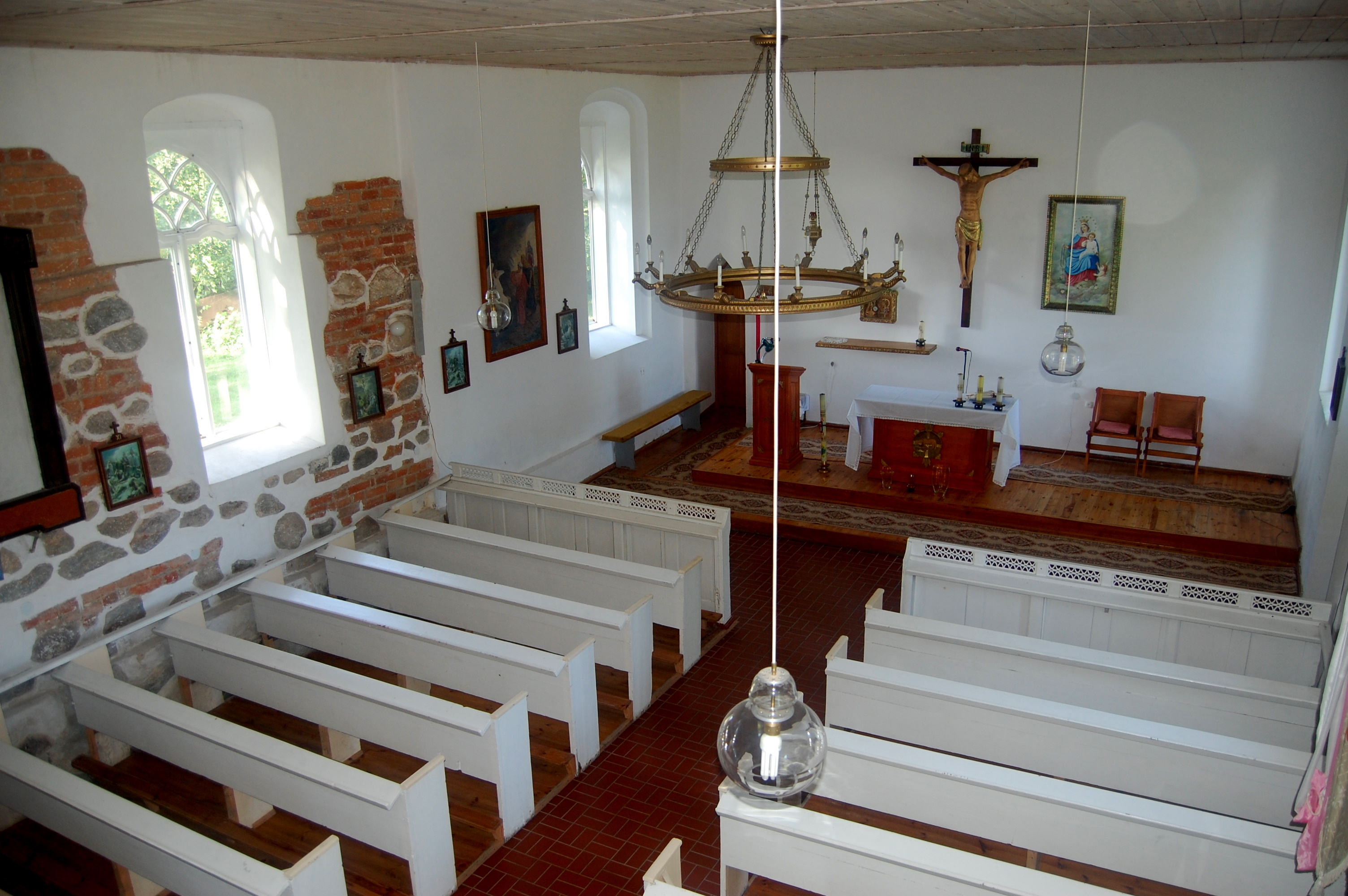
Kościół Matki Bożej Różańcowej w Rusowie – widok z chóru

Kościół Matki Bożej Różańcowej w Rusowie jest jedną z najstarszych świątyń chrześcijańskich na Pomorzu, dziś liczy sobie ponad 600 lat. Pełni funkcję kościoła filialnego rzymskokatolickiej parafii Podwyższenia Krzyża Świętego w Ustroniu Morskim. 
Jest niewątpliwie cennym zabytkiem a nawet pomnikiem średniowiecznej architektury sakralnej. W kościele prawdopodobnie znajdowały się niewielkie organy piszczałkowe, jednak obecnie brak na ten temat konkretnych informacji.

## Lokalizacja
Kościół usytuowano dokładnie na osi wschód-zachód, czyli jest on zwrócony miejscem przeznaczonym na główny ołtarz, na Jerozolimę - Grób Pański. 

## Architektura
Wieża i nawa są masywne, zbudowane z kamieni polnych i cegieł łączonych na zaprawę wapienną, mury częściowo zostały otynkowane. Obiekt powstał na rzucie prostokąta, jest jednonawowy z niewydzielonym prezbiterium. Uwagę zwraca masywna wieża zwieńczona wysokim hełmem ostrosłupowym przylegająca do nawy od strony zachodniej. Jej wielkość oraz liczne otwory okienne świadczą o tym, że służyła celom obronnym. Wnętrze świątyni rozświetlają ostrosłupowe okna, do środka prowadzą dwa uskokowe gotyckie portale od strony wieży i południowej ściany. Kościół nie jest sklepiony, mimo że ma przypory i posiada strop drewniany.

## Wyposażenie
Przez pewien czas po wojnie ściany zdobiły trzy stare obrazy olejne: „Chrystus na krzyżu wśród łotrów”, „Pietà” i „Grosz czynszowy”, które obecnie znajdują się w Muzeum Pomorza Środkowego w Słupsku.